# Leif Ove Andsnes
Leif Ove Andsnes (Karmøy, 7 april 1970) is een Noorse pianist.

## Biografie
Andsnes studeerde bij Jiří Hlinka aan de Grieg Muziekacademie in Bergen. Hij is een zeer bekende uitvoerder van de werken van de Noorse componist Edvard Grieg. Andsnes is een gerespecteerd uitvoerend solist wereldwijd. Hij heeft veel prijzen gewonnen waaronder de Hindemithprijs in 1987, de Preis der Deutschen Schallplattenkritik in 1997, de Royal Philharmonic Society Award in 2000 en de Gramophone Award Instrumental in 2002, dit laatste voor zijn uitvoering van Griegs Lyrische stukken. In 2002 speelde hij Griegs pianoconcert tijdens de Last Night of the Proms. Andsnes heeft veel plaatopnamen gemaakt voor Virgin en EMI.
In juni 2012 was hij muzikaal directeur van het 2012 Ojai Music Festival. Daarnaast is hij stichter en directeur van het Rosendal Chamber Music Festival in Noorwegen en was hij betrokken bij het Risør Festival of Chamber Music.
Tussen 2011 en 2015 ondernam hij The Beethoven Journey. Met het Mahler Chamber Orchestra voerde hij Beethovens werk voor piano en orkest uit in 108 steden in 27 verschillende landen, tijdens meer dan 230 performances. Er werd een documentaire over gemaakt: Concerto - A Beethoven Journey en Sony Classical bracht The Beethoven Journey-trilogie uit op cd. Deel één kreeg in 2013 de Belgische Caecilia Prijs.
Daarna werkte hij opnieuw samen met het Mahler Chamber Orchestra, voor het Mozart Momentum 1785/86 project. Voorstellingen van dit project gingen steeds gepaard met de interactieve Unboxing Mozart inleiding. Begin 2020 stond hij met een gestroomlijnde versie van het Mahler Chamber Orchestra in deSingel te Antwerpen.

## Onderscheidingen
In Noorwegen is Andsnes Commander of the Royal Norwegian Order of St. Olav. Hij kreeg een eredoctoraat aan de universiteit van Bergen in 2017 en de Peer Gynt Award in 2007.
Hij werd 11 keer genomineerd voor een Grammy.
- Bibsys: 26811
- Bibliothèque nationale de France: cb139351874 (data)
- CiNii: DA10470736
- Gemeinsame Normdatei: 123960401
- International Standard Name Identifier: 0000 0001 1439 4889
- Library of Congress Control Number: no93030769
- Nationale Bibliotheek van Letland: 000194806
- MusicBrainz: 2c094b77-1268-4609-ba95-7545c2c5eb62
- Nationale Bibliotheek van Tsjechië: js20080215001
- Nationale Bibliotheek van Israël: 987007458077805171
- Nederlandse Thesaurus van Auteursnamen: 09793237X
- SNAC: w6gt6n85
- Système universitaire de documentation: 083048987
- Virtual International Authority File: 22331397
- WorldCat: E39PBJhxjhKBwrMbHBGx6V7yh3